# エルム街の悪夢 (2010年の映画)
『エルム街の悪夢』（原題：A Nightmare on Elm Street）は、2010年のアメリカ合衆国のスプラッター映画。監督はサミュエル・ベイヤー、脚本はウェズリー・ストリックとエリック・ハイセラーが務める。出演は、ジャッキー・アール・ヘイリー、カイル・ガルナー、ルーニー・マーラ、ケイティ・キャシディ、トーマス・デッカー、ケラン・ラッツ。1984年にウェス・クレイヴンが監督した「エルム街の悪夢」シリーズの同名作品をリメイクした作品。
米国内では6,300万ドル以上、全世界では1億1,700万ドル以上の興行収入を記録し、フランチャイズ作品の中で最高の興行収入を記録した。

## ストーリー
エルム街の幼稚園で園児たちが性的な悪戯を受ける事件が起きる。容疑者として挙げられたフレッド・クルーガーは無実を主張するも、何の証拠もないまま親たちによって生きたまま火あぶりにされてしまう。時は経ちナンシー、クエンティン、ジェシー、クリス、ディーンの5人は同じ悪夢にうなされていた。そしてメンバーの1人が夢と同じ死を遂げたことで恐ろしい悲劇が始まる。

## キャスト
フレディ・クルーガー
演 - ジャッキー・アール・ヘイリー、日本語吹替 - 山路和弘
眠っている人の夢に出現し、右手にはめられた鉄の爪で相手を引き裂く殺人鬼。生前はナンシー達5人の幼稚園の住み込みの用務員。
ナンシー・ホルブルック
演 - ルーニー・マーラ、日本語吹替 - 三ツ木勇気
他の4人と一緒に悪夢にうなされている。クエンティンと共にフレディと戦う。
クエンティン・スミス
演 - カイル・ガルナー、日本語吹替 - 奈良徹
ナンシーの友人。フレディの悪夢にうなされている。ナンシーに好意を抱いている。ナンシーと共にフレディと戦う。
ジェシー・ブラウン
演 - トーマス・デッカー、日本語吹替 - 細谷佳正
ナンシーの友人。フレディの悪夢にうなされている。クリスに好意を抱いているが、彼女に振られている。クリスの殺害容疑で警察に捕まることになる。
クリステン・フォーレン
演 - ケイティ・キャシディ、日本語吹替 - 小林沙苗
ナンシーの友人。フレディの悪夢にうなされている。恋人にディーンがいる。ジェシーに告白されたが、彼を振っている。
ディーン・ラッセル
演 - ケラン・ラッツ、日本語吹替 - 不明
ナンシーの友人。クリスの彼氏。序盤でクリスに「夢が現実になる」と言い残し、フレディに殺される。
アラン・スミス
演 - クランシー・ブラウン、日本語吹替 - 広瀬彰勇
グエン・ホルブロック
演 - コニー・ブリットン、日本語吹替 - 幸田直子
ノラ
演 - リア・モーテンセン、日本語吹替 - 片貝薫
クリステンの母親

日本語吹替その他：嶋村侑、平田真菜、相原嵩明、杉村憲司、江藤博樹、高岡瓶々、広田みのる、水野貴雄、山内健嗣
日本語版制作スタッフ　演出：鍛治谷功、翻訳：アンゼたかし、調整：山下裕康、制作：マイ・ディア・ライフ

## 製作
2008年1月29日、『バラエティ』誌によって、マイケル・ベイが率いるプラチナム・デューンズ・プロダクションが1984年のオリジナル版をリメイクし、『エルム街の悪夢』シリーズをリブート（再始動）することが発表された。プロデューサの一人であるブラッド・フラーはインタビューで、「リメイク版の13日の金曜日と同様の路線にする。今度のフレディはジョークを言ったりはせず、第一作に倣ってとにかく怖い映画にする」と語った。
2009年2月、『ハリウッド・レポーター』誌はミュージックビデオやCMのディレクターとして知られるサミュエル・ベイヤーが本作の監督に雇われたことを報じた。また同誌によって、これまで全8作品にフレディ・クルーガー役として出演していたロバート・イングランドがリメイク版で同役を演じないことが明らかにされた。ニュー・ラインのトビー・エメリッヒによると、映画監督経験のないベイヤーが抜擢されたのは彼のミュージックビデオやCMを観たマイケル・ベイの推薦によるものだという。
2009年4月3日、『エンターテイメント・ウィークリー』誌はジャッキー・アール・ヘイリーが同役を引き継ぐことを報じた。ヘイリーはリメイク版と続編2作の合計3作分の契約を交わしている。
2009年5月5日より主要撮影が始まり、2700万ドルの製作費をかけ、同年7月10日に完了した。